# كاليه
كاليه (بالفرنسية: Calais) هي بلدة في شمال فرنسا في إقليم باد كاليه وهي إحدى ولايات الإقليم. على الرغم من أن مدينة كاليه هي الأكبر في الإقليم إلا أن مدينة أراس هي عاصمة باد كاليه وهي ثالث أكبر مدن الإقليم.

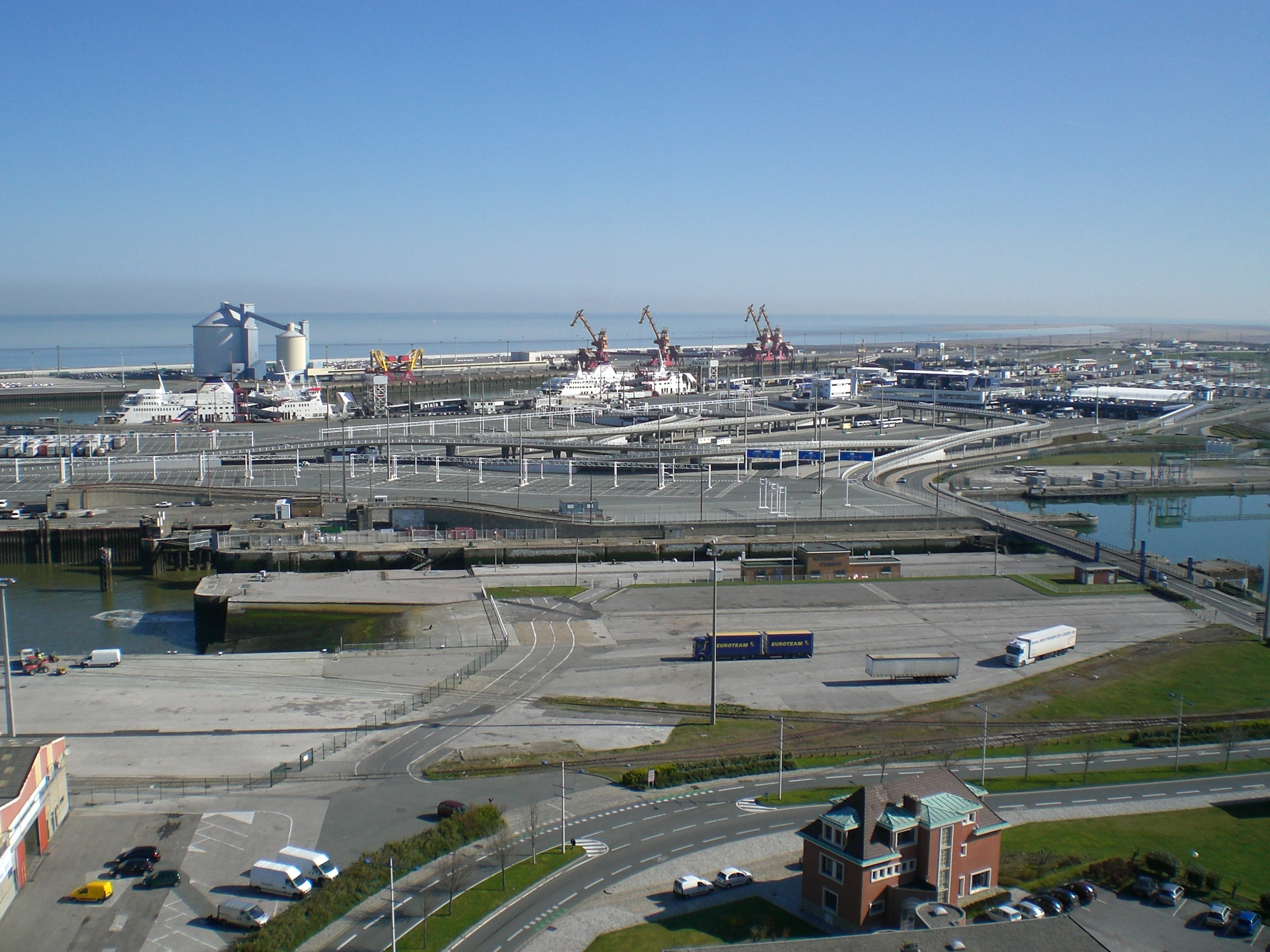
ميناء مدينة كاليه

بلغ عدد سكان المدينة في تعداد 1999 77333 نسمة في المدينة و 125584 نسمة في منطقة العاصمة.تقع كاليه في مضيق دوفر، عند أضيق نقطة في القناة الإنجليزية، بعرض 34 كم فقط، مما يجعلها أقرب مدينة فرنسية إلى إنجلترا.
نظرًا لموقعها، كانت كاليه منذ العصور الوسطى ميناءًا رئيسيًا ومركزًا مهمًا للغاية للنقل والتجارة مع إنجلترا. أصبحت كاليه تحت السيطرة الإنجليزية بعد أن استولى إدوارد الثالث ملك إنجلترا على المدينة عام 1347، تلتها معاهدة في عام 1360 حددت كاليه رسميًا للحكم الإنجليزي. نمت مدينة كاليه لتصبح مركزًا مزدهرًا لإنتاج الصوف، وأصبح يطلق عليها «ألمع جوهرة في التاج الإنجليزي» نظرًا لأهميتها الكبيرة كبوابة لتجارة القصدير والرصاص والدانتيل والصوف (أو «المواد الأساسية»).
```
ظلت كاليه تحت السيطرة الإنجليزية حتى استولت عليها فرنسا عام 1558. وقد دمرت المدينة فعليًا بالأرض خلال 
الحرب العالمية الثانية
، عندما كانت في مايو 1940 هدفًا استراتيجيًا للقصف للقوات الألمانية الغازية التي استولت على المدينة أثناء حصار كاليه. خلال الحرب العالمية الثانية، بنى الألمان مخابئ ضخمة على طول الساحل استعدادًا لإطلاق الصواريخ على إنجلترا.يقع الجزء القديم من المدينة،
```

```
كاليه القديمة (المعروفة باسم كاليه نورد)، على 
جزيرة اصطناعية
 محاطة بالقنوات والموانئ. يقع الجزء الحديث من المدينة، St-Pierre ، في الجنوب والجنوب الشرقي. في وسط المدينة القديمة يوجد Place d'Armes ، حيث يقف Tour du Guet ، أو برج المراقبة، وهو مبنى تم بناؤه في القرن الثالث عشر، والذي كان يستخدم كمنارة حتى عام 1848 عندما تم بناء منارة جديدة قرب الميناء. جنوب شرق المكان توجد كنيسة نوتردام، التي بنيت خلال فترة الاحتلال الإنجليزي لكاليه. يمكن القول إنها الكنيسة الوحيدة التي بنيت على الطراز الإنجليزي العمودي في كل فرنسا. في هذه الكنيسة، تزوج الرئيس الفرنسي السابق 
شارل ديغول
 من زوجته إيفون فيندرو. جنوب المكان ومقابل Parc St Pierre هو Hôtel-de-ville (قاعة المدينة)، وبرج الجرس من أوائل القرن العشرين. اليوم، يزور كاليه أكثر من 10 ملايين سنويًا. بصرف النظر عن كونها مركزًا رئيسيًا للنقل، تعد كاليه أيضًا ميناء صيدًا بارزًا ومركزًا لتسويق الأسماك، ولا يزال حوالي 3000 شخص يعملون في صناعة الدانتيل التي تشتهر بها المدينة أيضًا.
```

## حصار إدوارد والاستيلاء على كاليه عام 1347
غضب الملك الإنجليزي، وطالب بالانتقام من مواطني المدينة بسبب دفاعهم العنيد لفترة طويلة وأمر بقتل سكان المدينة بشكل جماعي. ومع ذلك، وافق على تجنيبهم، بشرط أن يأتي إليه ستة من المواطنين الرئيسيين، عاري الرأس وحافي القدمين وملفوف بالحبال حول أعناقهم، ويسلموا أنفسهم حتى الموت. عند وصولهم أمر بإعدامهم، لكنه عفا عنهم عندما توسلت إليه ملكته، فيليبا من هينو، أن ينقذ حياتهم. تم إحياء ذكرى هذا الحدث في ليه بورجوا دى كاليه (Les Bourgeois de Calais)، أحد أشهر التماثيل التي قام بها أوغست رودين، والتي أقيمت في المدينة عام 1895. على الرغم من عدم قبض حياة أعضاء الوفد الستة، طرد الملك إدوارد معظم السكان الفرنسيين، واستقر في المدينة الإنجليز.
تم تخليد هذه الظروف الدرامية من خلال التمثال البرونزي الشهير «لستة مواطنين في كاليه»، خارج دار البلدية.

## توأمة
لكاليه اتفاقيات توأمة مع كل من:
- دويسبورغ (1964 -)
- برديوف
- برايلا
- دوفر
- Fanga [الإنجليزية]‏
- ريغا
- فيسمار

## أعلام
- أوليفييه ليفاسور
- بنجامين بوريجو
- جيرارد ديبرو
- جون-لوي فورنييه
- جول فاندورين
- هنري ارنست بيون
- فرانسوا لويس توماس فرانسيا